# ريس غرينوود
ريس غرينوود (بالإنجليزية: Rees Greenwood)‏ مواليد 10 ديسمبر 1996 في إنجلترا، هو لاعب كرة قدم إنجليزي لعب سابقاً مع لافال يونايتد في دوري الدرجة الثانية الإماراتي . 

## وصلات خارجية
- ريس غرينوود على موقع قاعدة بيانات كرة القدم.إي يو (الإنجليزية)
- ريس غرينوود على موقع Soccerbase.com (لاعب) (الإنجليزية)
- ريس غرينوود على موقع Soccerway.com (الإنجليزية)
- ريس غرينوود على موقع عالم كرة القدم.نت (الإنجليزية)
- ريس غرينوود على موقع AS.com (الإسبانية)